# Thozamile Taki
Thozamile "Mgago" Taki, meglio noto come Sugarcane Killer (Machibi, 1970 o 1971), è un serial killer sudafricano, autore di 13 omicidi.

## Biografia

### Origini
Alcune informazioni sul killer sono state date dai familiari e da alcuni suoi conoscenti.
Taki nacque nel 1970 (o 1971) a Machibi, una zona vicina a Port St Johns, nel KwaZulu-Natal; era il più vecchio di tre fratelli. Frequentò la scuola primaria, ma dopo un certo tempo lasciò gli studi. All'età di 9 anni il padre se ne andò a Johannesburg per cercare lavoro; non tornò più. La madre, una disoccupata di nome Mabuzelwa Majola-Taki, si occupò di crescerlo. All'età di 13 anni iniziò a cercare un lavoro. A 19 anni la madre, dopo una lunga malattia, morì. Thembisile Taki, suo cugino, si offrì di ospitarlo in casa. Tra il 1989 e il 1992 lavorò in una fattoria nella zona di Hamberdale. Nel 1993 ebbe un figlio da Vusile Daniso, sua moglie.
Negli anni '90 (presumibilmente dopo il 1993) avrebbe soggiornato a Johannesburg, dove avrebbe compiuto dei furti con alcuni suoi complici; non aveva ancora un'occupazione stabile. Nel 1997 ebbe una condanna per violazione di domicilio e nel 1999 un'altra condanna per rapina ai danni di una donna; venne incarcerato nella prigione di Mthatha. Liberato, ritornò dal fratello Thembisile; frequentò più spesso anche il fratello minore Thembalakhe Taki, che lavorava nei campi dell'Umzinto. Nel 2007 ebbe un altro figlio da Daniso. Taki era conosciuto come una persona normale; la moglie non sospettava niente di lui.

### Omicidi
Taki era solito ad avvicinare le sue vittime (tutte donne tra i 18 e i 25 anni) con l'offerta di un lavoro, ma in realtà era un pretesto per farsi seguire nelle piantagioni di canna da zucchero. Lontano da occhi indiscreti, le strangolava e derubava dei soldi, dei vestiti e del cellulare. Alcuni vestiti li diede alla moglie Vusile Daniso; lei non sapeva da dove venissero. I corpi non li spostava dalla piantagione, dove venivano ritrovati in uno stato avanzato di decomposizione.
10 omicidi li commise nelle piantagioni della zona di Umzinto; gli altri 3 li commise nelle piantagioni di tè di Machibi. In tutto commise 13 omicidi, in un arco di tempo di circa 8 mesi (dal febbraio al settembre 2007; si intensificarono nel mese di maggio); le vittime, una volta scomparse, diventavano irraggiungibili sul cellulare.
Taki mutilò alcune parti del corpo delle sue vittime, forse per darle ad un Sangoma (ossia uno “stregone”); ad esempio ad una vittima mancava la testa.

### Arresto
Taki venne arrestato alle 2.00 del 24 settembre 2007 a Welbedacht, una località vicina a Durban. Hlengiwe Nene, arrestata anche lei nel fine settembre presumibilmente a Chatsworth, era una convivente accusata di avere aiutato Taki ad adescare le vittime e derubarle; le vennero attribuiti 13 furti.
Alcuni esperti avevano cercato di rintracciare il cellulare di una donna dispersa, Nosisa Nozozo; lo trovarono e ne interrogarono la proprietaria, Dunyiswa Daniso; confessò che glielo aveva dato un certo Thozamile Taki, il marito di sua sorella, Vusile Daniso.
Durante l'arresto la polizia trovò in casa delle prove schiaccianti, tra cui i vestiti, i cellulari e molti altri oggetti appartenenti alle vittime. Durante gli accertamenti si scoprì che Taki aveva usato la SIM del cellulare di una vittima.
Arrestato, si offrì di collaborare con la polizia, la portò nelle scene del crimine, le spiegò il modus operandi, la aiutò a stilare la lista delle vittime e le spiegò dove le aveva prelevate. In un'intervista disse di avere fatto ciò per “contrattare con i suoi peccati, a cui spesso pensava” (to deal with his sins); in cambio del suo aiuto chiese anche un menù dietetico speciale. Durante la visita di una piantagione di tè a Port St Johns provò a scappare: gli agenti lo fermarono senza utilizzare le armi da fuoco. Taki si scusò di questo evento.
Il processo, che iniziò il 27 luglio 2009, si svolse nell'Alta Corte di Durban.
Le vittime, i cui nomi sono stati resi noti nel processo, sono:
- Siziwe Tshongaye, vista l'ultima volta nel mese di febbraio;
- Thandazile Bhokodo, vista l'ultima volta nel mese di marzo;
- Zibuyile Mthethwa, vista l'ultima volta nel mese di maggio;
- Rose Mjoli, 24 anni, vista l'ultima volta nel mese di maggio;
- Thandeka Mthembeni, vista l'ultima volta mese di maggio; il suo corpo venne trovato nella zona di Umzinto, era decapitato ed era in uno stato molto avanzato di decomposizione. Si poté identificare solo con l'analisi del DNA preso dal sangue della madre Rejoice.
- Khanyisile Ncayana, 26 anni, vista l'ultima volta nel mese di maggio;
- Siblings Happiness, vista l'ultima volta nel mese di giugno;
- Philisiwe Mpanza, vista l'ultima volta nel mese di giugno;
- Makhosi Mgobhozi, vista l'ultima volta nel mese di luglio;
- Charity Khumalo, 25 anni, vista l'ultima volta nel mese di luglio;
- Nosisa Nozozo, 20 anni, vista l'ultima volta nel mese di agosto;
- Nombali Ngcobo, vista l'ultima volta nel mese di agosto;
- Noxolo Mpande, vista l'ultima volta nel mese di settembre.[2]

Nella lista di vittime c'erano indicate due donne sopravvissute: Hleliphi Mnyamane e “Nokwezi”; quest'ultima venne adescata a Durban e sopravvisse perché non aveva soldi con sé.
Secondo la confessione di Taki, un amico di nome Kokoveyile Dikela era presente mentre seppelliva un corpo in una fossa poco profonda: sarebbe stato un testimone oculare. Ciò non si poté confermare, perché Dikela morì dopo una lunga malattia prima che il processo si aprisse.
Il pomeriggio del 21 febbraio 2010 Taki provò ad evadere dal carcere di Westville insieme ad altri 8 prigionieri; alcuni di loro avevano precedenti per omicidio e rapine. Cadde dal tetto della sua cella al 4º piano e il suo piano fallì; alcuni degli 8 carcerati riuscirono a scappare con un'automobile. Il killer fu portato in ospedale sotto la sorveglianza della polizia e il suo processo venne sospeso a causa del ricovero. Il 2 marzo, quando si riaprì, Taki si presentò in sedia a rotelle.

### Atti del processo
Al processo parteciparono 103 testimoni; uno di essi era Bongani Ngcobo, il fidanzato di Noxolo Mpanda, l'ultima vittima, il cui cadavere fu trovato decomposto nell'Umzinto. Ngcobo disse che Taki la convinse a farsi seguire nell'Umzinto dopo che le propose un'offerta di lavoro nella zona di Isipingo. Ngcobo da quel giorno non la vide più; provò a chiamarla sul cellulare, ma non rispondeva nessuno.
Durante alcune testimonianze Taki si mise a ridere, cosa che sconvolse i testimoni. Ad esempio la madre di Mtebeni, Rejoice, e un altro suo parente si misero a piangere; il parente fu portato fuori dall'aula perché non riusciva a controllarsi. Tra gli altri testimoni si contava la polizia e le sopravvissute.
Taki tentò di difendersi dicendo che la polizia lo aveva torturato per fargli confessare la sua colpevolezza e che gli agenti gli avevano consegnato un pezzo di carta con scritto i nomi di 13 vittime e lo forzò a riscriverli su un altro pezzo di carta; un ufficiale di polizia smentì il fatto. Inoltre, attraverso l'avvocato Thulani Shange, negò di avere adescato e ucciso Noxolo Mpande.

### La fine
Il 23 dicembre 2010 il giudice King Ndlovu trovò Taki colpevole di tutte e 26 le accuse (13 omicidi e rapine) e lo condannò a scontare 13 ergastoli (uno per ogni omicidio) più 208 anni per le rapine a mano armata con circostanze aggravate (16 anni l'una); lo Sugarcane Killer non espresse rimorso per i suoi crimini.
Hlengiwe Nene lo stesso giorno venne scagionata dalle accuse; dopo il verdetto preferì chiudere ogni contatto con Taki e durante un'intervista affermò di non volere visitarlo in carcere, che ebbe “ciò che si meritava” e che lei voleva ricostruirsi una nuova vita. I parenti delle vittime accolsero con gioia il verdetto e si misero a cantare e danzare. Quello stesso giorno c'era una grande folla fuori dalla corte che ne bloccava l'ingresso; l'ambiente era sotto la stretta sorveglianza della polizia.
Taki si trova tuttora in carcere; difficilmente ne uscirà, anche perché lo stesso giudice affermò che doveva essere rimosso dalla società in quanto pericoloso e impossibile da riabilitare; ipotizzò anche che, se non fosse stato fermato, avrebbe sicuramente continuato ad uccidere.
Circa due mesi dopo (17 febbraio 2011) Jack Mogale sarebbe stato trovato colpevole di 16 stupri e omicidi: i due casi sono cronologicamente vicini.